# Кувалдін Мирослав Джонович
Миросла́в Джо́нович Кува́лдін (нар. 19 січня 1975, Дніпродзержинськ) — український співак, музикант, телеведучий, автор пісень, лідер гурту «The ВЙО».

## Біографія

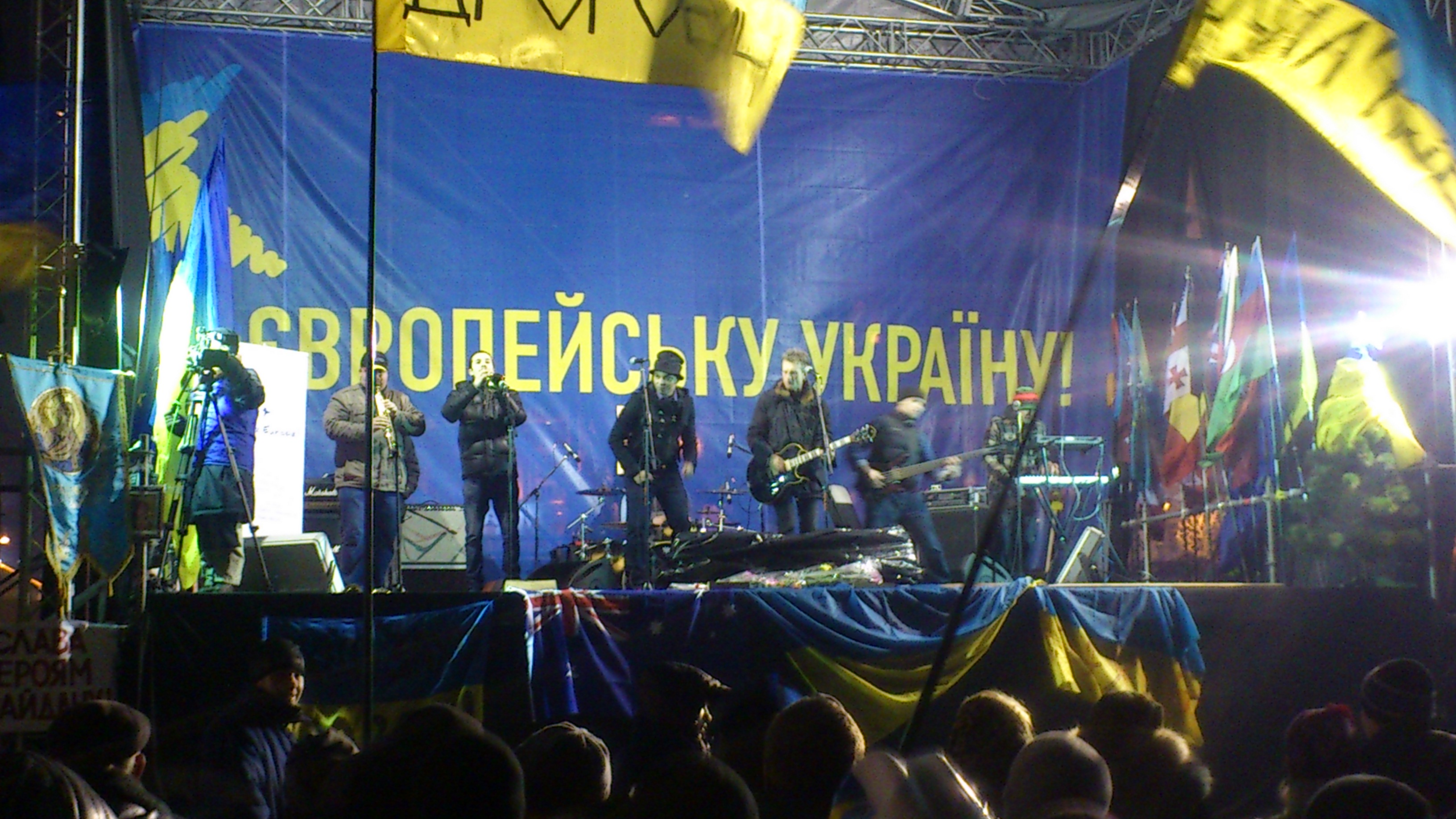
The ВЙО на Євромайдані
17 грудня 2013

Батько співака — з Нігерії, навчався в Запорізькому медичному інституті. Після закінчення навчання поїхав назад на батьківщину, а Мирослава виховувала мати.
У 1979 році Мирослав з матір'ю переїхали в маленьке місто Кобеляки, неподалік Полтави. Мирослав навчався в Полтавському педінституті, згодом вступив у Харківський університет культури на спеціальність «Режисер естради та масових свят». Згодом перевівся в Київський університет. Урешті-решт, вступив в Інститут практичної психології.
У 1990 році разом з Сергієм Підкаурою створив гурт «The ВЙО», який дав перший публічний виступ 1 червня 1990 року. У 1995 році гурт став лауреатом фестивалю «Червона рута» з піснею «Ґанджа». У 2000 році на запрошення Олександра Асаулюка Мирослав Кувалдін розпочинає кар'єру телевізійника на каналі М1. У 2004 році Мирослав Кувалдін бере участь у Помаранчевій революції, а у 2005 році записує сольний альбом «Зеркало Мира». У 2013 році під час Євромайдану Мирослав Кувалдін разом із гуртом «The ВЙО» підтримував протестувальників своїми виступами.
Мирослав був звукорежисером в українських фільмах «Кастинг» і «Las Meninas» (2008 р., режисер Ігор Подольчак), а також зіграв головні ролі у фільмах «Бес Пор No» та «Кастинг».
2008—2011 роки був ініціатором та організатором фестивалю аматорського мистецтва «Вйо, Кобеляки!»
2018 р. став продюсувати групу свого брата-близнюка Jonych & Ципа Банда.
Кувалдін є також автором пісень для інших виконавців, зокрема для Олі Полякової він створив хіти «Бывший» та «Первое лето без него».

### Після повномасштабного вторгнення
З лютого 2022 року доєднався до 69 ОБТрО 101 бригади територіальної оборони, має звання молодшого сержанта, з 1 травня 2023 року служить у 59-й окремій мотопіхотній бригаді

## Альбоми
- Jonych & Ципа банда «Бананів нема» (2020)
- Jonych & Ципа банда «Квасити в Квасах» (2018)
- The ВЙО «Зелений» (2017)
- The ВЙО «Мапа» (2014)
- The ВЙО «Є!» (2010)
- The ВЙО «Ganja» (2017)
- MJ Кувалдін «Зеркало мира» (2005)
- The ВЙО «Вироби з пластмаси» (1998)

### Кліпи
- Моя космішна
- Все-Одне
- Зеркало мира
- Птичка
- Апокалипсис
- Зорі
- Нам Пороблено
- Кобеляки
- Їдемо в Карпати
- Білі Лілії
- Кі-кі-кі-кі-кі Кіровоград
- Кваси
- Контрабас
- Гей!
- Бляхи
- Ципа
- Чемпіон
- Очко
- Я твоя ципа
- Алла я в бар
- Шуба з дуба
- Квасити в Квасах
- Бананів нема
- П'ятниця
- Падаю у небо
- Полякова
- До побачення[9]

## Фільмографія
- Кастинг (Україна, 2008)
- Бес Пор No (Україна, 2008)
- Las Meninas (Україна, 2008)
- Delirium (Україна, Чехія, 2012)

## Громадянська позиція
У травні 2018 записав відеозвернення на підтримку ув'язненого в Росії українського режисера Олега Сенцова.

## Родина
- Батько — Джон (родом з Нігерії)[8]
- Дружина — Лілія, колишня вокалістка гурту «Брати Гадюкіни»[3]
- син — Корній
- син — Булат